# Vinding Skole
Vinding skole er en folkeskole i Vinding.
Den har været der siden 1800 tallet.
Der er op til 9 klasse.
Skolen er delt op i 3 områder: Uglebo for 0-3 klasse, Højhus for 4-5 klasse og Oxford for 7-9 klasse